# Killnet
Killnet è un collettivo hacker russo noto per i suoi attacchi DoS (Denial of Service) e DDoS (Distributed Denial of Service) a diverse istituzioni governative in diversi paesi tra cui l'Italia durante l'invasione russa dell'Ucraina nel 2022 e presumibilmente durante l'Eurovision 2022.

## Allerta di Five Eyes
L'alleanza Five Eyes ha emesso un avvertimento riguardo agli attacchi ad infrastrutture critiche da parte di gruppi affiliati alla Russia, incluso Killnet, nell'aprile 2022.

## Attacchi alla Romania
Killnet è responsabile per gli attacchi al governo rumeno dal 29 aprile 2022 al 1º maggio 2022.

## Attacchi alla Moldavia
A seguito di alcune esplosioni nella non riconosciuta Transnistria, il Servizio di informazione e sicurezza della Repubblica Moldova ha segnalato che il gruppo di hacker russo Killnet ha lanciato una serie di attacchi informatici contro i siti web di autorità e istituzioni ufficiali moldave. Tutto questo si è verificato pochi giorni dopo l'attacco ai siti web rumeni.

## Attacchi alla Repubblica Ceca
Killnet ha rivendicato gli attacchi ai siti web delle istituzioni statali ceche nell'aprile 2022.

## Attacchi all'Italia
- I siti web dell'Istituto Superiore di Sanità e dell'Automobile Club d'Italia sono stati attaccati venerdì 14 maggio 2022 [6]
- Il sito web del senato italiano è stato attaccato e bloccato per un'ora nello stesso attacco.[6]
- Il 29 maggio 2022 hanno annunciato un attacco "dai danni irreparabili" indirizzato all'Italia previsto per il giorno seguente. Il 30 maggio 2022 ha attaccato l'Italia riuscendo a bloccare pochi siti web, mentre non ha avuto successo l'attacco al sito del CSIRT.[senza fonte]
- Tra il 2 e 4 giugno Killnet sferra un attacco informatico rispettivamente a Agenzia Delle Entrate e Poste Italiane, precedentemente avevano rilasciato sul proprio profilo telegram una lista obiettivi da colpire.[senza fonte]
- Sono sospettati inoltre di aver bloccato i servizi del porto di Palermo.[senza fonte]

### Attacco all'Eurovision Song Contest 2022
Gli hacker di Killnet sono sospettati di aver effettuato un tentativo di bloccare il sito web dell'Eurovision Song Contest durante l'esibizione dell'Ucraina con un attacco DDoS bloccato dalla polizia di stato italiana, tuttavia il collettivo filo-russo ha smentito sul proprio profilo Telegram l'accaduto.
Successivamente hanno attaccato il sito della polizia di stato enfatizzando su come abbiano bloccato l'attacco all'Eurovision e non il medesimo.
In seguito all'attacco hanno minacciato di attaccare 10 paesi europei, tra cui l'Italia.

## La guerra informatica con Anonymous
Il gruppo Anonymous ha ufficialmente annunciato una guerra informatica contro il gruppo hacker Killnet.